# Patrik Ligetvári
Patrik Ligetvári (Várpalota, 13 de febrero de 1996) es un jugador de balonmano húngaro que juega de lateral izquierdo en el Telekom Veszprém HC húngaro. Es internacional con la selección de balonmano de Hungría.
Con la selección ganó la medalla de plata en el Campeonato Europeo de Balonmano Masculino Junior de 2014.

## Palmarés

### Veszprém
- Liga húngara de balonmano (4): 2014, 2017, 2023, 2024
- Copa de Hungría de balonmano (7): 2014, 2017, 2018, 2021, 2022, 2023, 2024
- Liga SEHA (2): 2021, 2022
- Campeonato Mundial de Clubes de Balonmano (1): 2024

## Clubes
- Veszprém KSE (2012- )
- Balatonfüredi KSE (2014-2016) (cedido)
- Ademar León (2018-2019) (cedido)[3]
- Club Balonmano Ciudad de Logroño (2019-2020) (cedido)